# Wielki Kościół Ewangelicki w Bratysławie
Wielki Kościół Ewangelicki – zabytkowa świątynia w Bratysławie, stolicy Słowacji. Należy do senioratu bratysławskiego Ewangelickiego Kościoła Augsburskiego Wyznania.

## Historia
Budowę świątyni rozpoczęto w 1774 roku. Kościół został wzniesiono według projektu budowniczego Mateja Walcha w stylu późnobarokowo-wczesnoklasycystycznym. 30 listopada 1776 odbyła się konsekracja budowli, nazywanej wtedy kościołem niemieckim. W nowo otwartej świątyni zainstalowano pierwszy na Słowacji ołtarz z wbudowaną amboną, zamontowane w nim obrazy namalował Adam Friedrich Oeser. W 1923 roku zbudowano organy według projektu ówczesnego organisty, G. Rhodesa. Jest to już trzeci tego typu instrument w kościele.

## Architektura
Świątynia trójnawowa, późnobarokowo-wczesnoklasycystyczna, posiada empory.

## Galeria

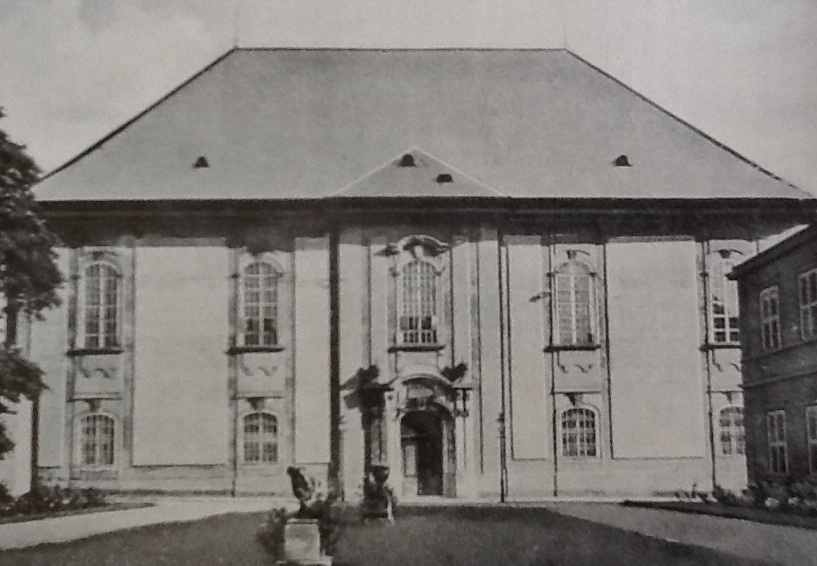
Kościół w 1900
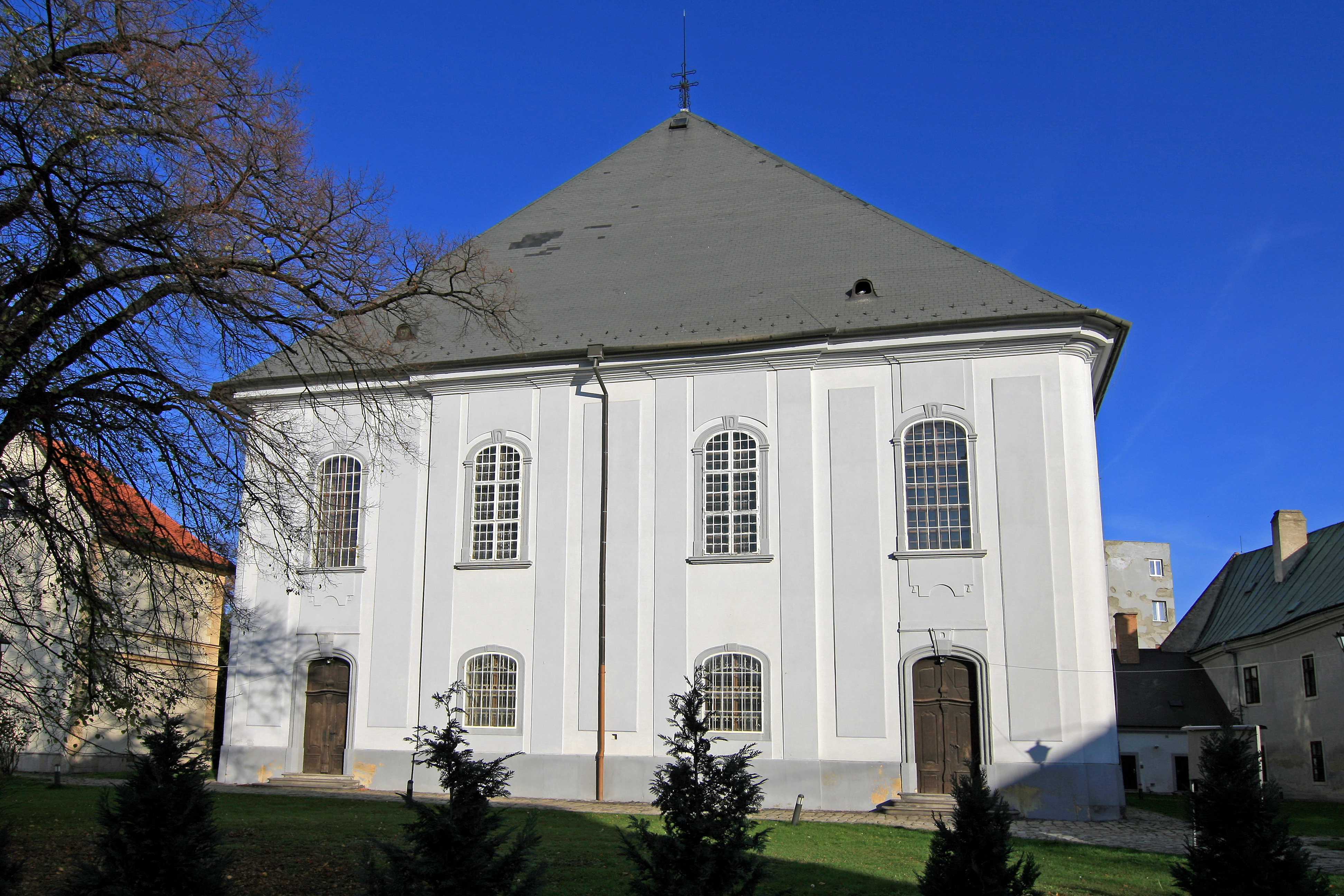
Fasada
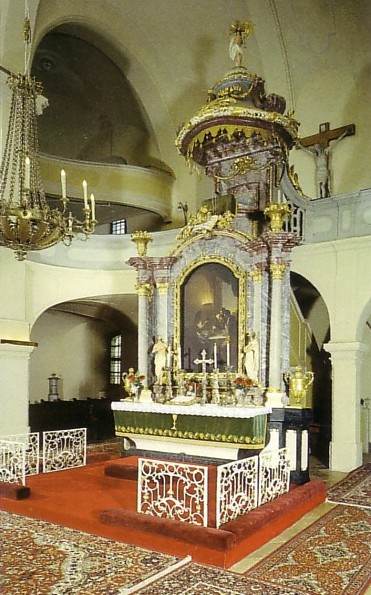
Ołtarz główny